# Heinrich Wilhelm Schott
Heinrich Wilhelm Schott (ur. 7 stycznia 1794 w Brnie, zm. 5 marca 1865 w Pałacu Schönbrunn pod Wiedniem) – austriacki botanik, znany zwłaszcza z prac dotyczących rodziny obrazkowatych.
Jego ojciec był ogrodnikiem w ogrodzie botanicznym Uniwersytetu Wiedeńskiego.
Młody Schott studiował botanikę, rolnictwo i chemię na Uniwersytecie Wiedeńskim, gdzie był uczniem słynnego botanika Josepha Franza von Jacquina. W latach 1817–1821 był członkiem austriackiej wyprawy przyrodniczej do Brazylii. Przywiózł z niej bogate zbiory botaniczne, w tym nasiona i sadzonki, z których część wzbogaciła później wiedeńskie ogrody cesarskie.
W 1828 r. uzyskał tytuł królewskiego ogrodnika (niem. Hofgärtner), a w 1845 r. objął stanowisko dyrektora ogrodów cesarskich pałacu Schönbrunn. W 1852 r. kierował przebudową części ogrodów pałacowych na park w stylu angielskim. Ponieważ interesował się florą alpejską został odpowiedzialnym za rozwój ogrodu roślin alpejskich przy wiedeńskim pałacu Belweder.
Zainteresowania Schotta rodziną obrazkowatych miały początek ok. 1820 r. i trwały do śmierci botanika. Zintensyfikował je zwłaszcza po objęciu stanowiska dyrektora ogrodów cesarskich w Schönbrunn, w których jeden z jego poprzedników, Nikolaus Joseph von Jacquin, zgromadził cenną kolekcję obrazkowatych z regionów tropikalnych. Sam Schott opisał i nazwał większość spośród znanych wówczas gatunków tej rodziny, z czego ponad jedna trzecia nazw pozostaje w użyciu do chwili obecnej. Pomimo że wielki zielnik obrazkowatych zestawiony przez Schotta (łącznie 1379 pozycji) spłonął wkrótce po II wojnie światowej, szczęśliwie zachowały się niewiarygodnie dokładne rysunki tych roślin (zamówione przez botanika), słynne Icones Aroidearum, przechowywane obecnie w wiedeńskim Muzeum Historii Naturalnej.
Na międzynarodowej liście skrótów nazwisk botaników i mykologów jego nazwisko figuruje jako Schott.

## Publikacje
- Meletemata botanica (wraz z S. L. Endlicherem), 1832
- Rutaceae. Fragmenta botanica, 1834
- Genera filicum, 1834–1836
- Aroideae, 1853–1857
- Analecta botanica (wraz z T. Kotschym i C. F. Nymanem), 1854
- Synopsis Aroidearum, 1856
- Icones Aroidearum, 1857
- Genera Aroidearum Exposita, 1858
- Prodromus Systematis Aroidearum, 1860.